# Dipartimento di Korhogo
Il dipartimento di Korhogo è un dipartimento della Costa d'Avorio situato nella regione di Poro, distretto di Savanes.
La popolazione censita nel 2014 era pari a 536.851 abitanti.
Il dipartimento è suddiviso nelle sottoprefetture di Dassoungboho, Kanoroba, Karakoro, Kiémou, Kombolokoura, Komborodougou, Koni, Korhogo, Lataha, Nafoun, Napiéolédougou, N'Ganon, Niofoin, Sirasso e Sohouo, Tioroniaradougou.